# Tatort: Fahrerflucht
Fahrerflucht ist ein österreichischer Fernsehkrimi aus dem Jahr 1985. Das Drehbuch schrieb Ernst Hinterberger, Regie führte Gernot Friedel. Als erste von 13 Folgen der Kriminalreihe Tatort wurde er vom ORF außerhalb der offiziellen Tatort-Reihe ohne die ARD produziert und in der Erstausstrahlung nur in Österreich gesendet.

## Handlung
Hirth und sein Team erhalten im Sicherheitsbüro einen Anruf, dass in Wien eine Explosion mit einem Todesopfer stattgefunden hat. Das Team begibt sich an den Ort der Explosion, der Tote heißt Egon Schmalvogel, ist 47 Jahre alt, lebte allein, war ledig und Versicherungsabteilungsleiter. Er ist allerdings nicht durch die Gasexplosion,  sondern durch Erdrosseln kurz vor der Explosion ums Leben gekommen. Die Gasexplosion ist unmittelbar nach dem Mord durch Aufdrehen des Gasherdes verursacht worden. Hirth lässt die Nachbarn befragen, Frau Irsiegler sagt aus, dass bei Schmalvogel ältere Herrn und junge Damen, richtige Freudenmädchen, ein- und ausgegangen seien. Er habe sich ihr gegenüber als „Produzent“ vorgestellt. Eine andere Nachbarin, Frau Wandracek,  hat vor der Explosion gehört, dass jemand aus dem Haus gerannt, in ein Auto gestiegen und davongebraust ist. In der Wohnung finden die Beamten eine große Sammlung pornographischer Filme und Fotos vor, sowie mehrere Sparbücher mit hohen Geldbeträgen, zudem hohe Bargeldbeträge und Münzsammlungen. Ein Raubmord ist somit ausgeschlossen.
Am nächsten Morgen befragt Fichtl Schmalvogels Arbeitskollegen in der Versicherung, die angeben, keine privaten Kontakte mit diesem gehabt zu haben. Schmalvogel habe sich stets abgesondert, so dass sie kaum ein privates Wort mit ihm gewechselt hätten. Ein Kollege namens Täubler sagt allerdings aus, dass Schmalvogel ihm von Orgien erzählt und ihn eingeladen habe, allerdings habe er kein Interesse daran gehabt. Eine Kollegin sagt aus, dass er manchmal etwas „Überfreundliches“ gehabt habe, allerdings scheint er nur Frauen gegenüber so gewesen zu sein. Außerdem vernimmt Inspektor Schulz einen Videohändler, der als Agenturchef  „Modelle“ an Schmalvogel für dessen Erotikproduktionen vermittelt hat. Inspektor Ullmann sucht unterdessen eine Villa auf, in der die Videofilme gedreht wurden. Während Ullmann die scheinbar unverfänglichen Filmarbeiten beobachtet, zieht sich eine der Darstellerinnen hastig an und verlässt von Ullmann offenbar unbemerkt das Haus. Ullmann allerdings hat sich das Gesicht gemerkt und meint zur Regisseurin, er würde sie wiedererkennen, das Ablenkungsmanöver werde nichts bringen. Ullmann droht, das gesamte Filmteam mit auf die Wache zu nehmen. Plötzlich meint die Regisseurin, sie wüsste, wer Schmalvogel umgebracht habe. Vor zwei Jahren war ein Juwelier namens Graupner überfallen worden, die Polizei konnte den Überfall nie klären. Schmalvogel hätte die erbeuteten Edelsteine in seinem Safe aufbewahrt. Dieser befinde sich hinter dem Tresor, den die Polizei gefunden und geöffnet hatte. Er habe die Steine durch irgendwelche Verbindungen für einen Spottpreis bekommen, sie aber nicht mehr verkaufen können, da die Polizei nach der Beute fahndet. Sie wisse das alles, weil sie bis vor einem Jahr mit Schmalvogel liiert gewesen sei, ab dann seien sie aber nur noch Geschäftspartner gewesen.
Tatsächlich finden Hirth und seine Kollegen einen Safe hinter dem Tresor, dieser ist allerdings leer. Hirth mutmaßt, dass sie es mit mindestens mit zwei Tätern zu tun haben, weil ein Einzelner den schweren Tresor wohl kaum habe bewegen können. Hofrat Putner ist außer sich, als er erfährt, dass ein Safe existiert und dieser bei der ersten Tatortbegehung von seinen besten Leuten übersehen wurde. Die Beamten gehen alle Hehler und sonstigen Edelsteinhändler Wiens ab und befragen diese. Inspektor Ullmann sucht den Händler Binderhofer auf, der einschlägig bekannt ist und dem zwei Tage zuvor Edelsteine von einem Unbekannten angeboten worden seien. Dieser sei um die 30 und elegant gewesen. Er habe ihn aber weggeschickt und ihn nach Amsterdam verwiesen, dort könne man solche Edelsteine verkaufen. Ullmann schafft es, Binderhofer eine genauere Beschreibung des Mannes zu entlocken. Als Ullmann die Beschreibung seinen Kollegen weitergibt, kommt diese Fichtl bekannt vor. Die Beschreibung passt auf Schmalvogels Kollegen Täubler. Hirth ordnet die Observierung von Täubler an, allerdings misslingt der Versuch, diesen vor der Versicherung zum Feierabend abzufangen. Die Beamten werden von Hirth zu Täublers Wohnung beordert. Weil Täubler nicht zu Hause ist, befragen die Beamten die Nachbarn. Hirth sucht unterdessen den Chef der Versicherung auf, um Informationen zu erhalten. Dort erfährt Hirth, dass Täubler heute unentschuldigt der Arbeit ferngeblieben ist. Zwei Tage zuvor sei er zwar auf der Arbeit gewesen, habe aber für zwei Stunden wegen eines Arztbesuchs das Büro verlassen. Hirth sieht sich bestätigt, dass Täubler in dieser Zeit bei Binderhofer gewesen ist. Die Befragung der Nachbarn hat ergeben, dass Täubler gestern bereits zu einer Flugreise aufgebrochen ist. Fichtl kann ermitteln, dass Täubler heute laut Buchung aus Amsterdam zurückkommen soll. Ullmann findet die Adresse des Händlers in Amsterdam von Binderhofer heraus, der verhaftet wird, weil er entgegen seiner Aussage Täubler doch gegen eine Provision den Kontakt in Amsterdam vermittelt hatte.
Am Flughafen wird Täubler bereits von Ullmann und Fichtl erwartet, die die Verfolgung aufnehmen, da sie hoffen, dass er sie auch zu seinem Komplizen führt. Täublers Fahrt führt zu einem Mehrfamilienhaus, davor treffen Ullmann und Fichtl auf Hirth und Schulz.  Fichtl entdeckt auf dem Klingelschild den Namen von Frau Laudenbach, die ebenfalls in der Versicherung arbeitet. In der Wohnung befinden sich Herr und Frau Laudenbach, sowie Täubler, als die Polizei klingelt, versucht Täubler, sich zu verstecken.  In dem Zimmer befindet sich eine Waffe, die Täubler an sich nimmt.  Täubler will sich den Weg freischießen, verletzt dabei Inspektor Ullmann, der Täubler daraufhin erschießt. Hirth lässt das Ehepaar festnehmen. Laudenbach behauptet, dass Täubler Schmalvogel umgebracht hat, Täubler sei ein Spieler gewesen und habe dringend Geld gebraucht, die Idee zum Raub sei von Täubler gewesen. Er und Täubler seien mittels eines Nachschlüssels in Schmalvogels Wohnung eingedrungen. Schmalvogel habe die beiden nicht bemerkt, weil er mit Kopfhörer einen  seiner Filme angeschaut habe. Täubler hätte Schmalvogel dann hinterrücks niedergeschlagen. Dann wollten sie den Safe öffnen, gewusst hätten sie von den Edelsteinen, weil Täubler der Sachbearbeiter des Raubes an Graupner war. Täubler hätte Schmalvogel die Kontakte verschafft, den Raub zu begehen. Laudenbach hätte, nachdem sie den Safe geöffnet hatten, festgestellt, dass Schmalvogel tot sei und sei dann geflüchtet.  Das Ehepaar wird abgeführt.
Hirth rätselt über die Aussage Laudenbachs. Da in Schmalvogels Videogerät keine Kassette eingelegt war, kann er zum Zeitpunkt des Überfalls keinen Film angesehen haben. Ein Mordmotiv leuchtet Hirth auch nicht ein, schließlich hätten die beiden ihn doch sehr sorgfältig gefesselt, was sie nicht getan hätten, wenn sie ihn für tot gehalten hätten. Ullmann, der nur einen Streifschuss erlitten hat, erkennt in Frau Laudenbach die Darstellerin, die sich heimlich davongeschlichen hat. Sie war also eine von Schmalvogels Darstellerinnen in den Erotikproduktionen. Hirth kombiniert, dass Laudenbach ahnungslos über die Tätigkeit seiner Frau war und die Kassette mit dem Pornofilm, bei dem seine Frau mitgewirkt hat, bei Schmalvogel gefunden und diesen deshalb dann aus Rache getötet hat. Frau Laudenbach sagt aus, dass Schmalvogel sie zur Mitwirkung an dem Film gezwungen hat, da sie ein Verhältnis mit Täubler hatte, von dem Schmalvogel wusste. Schmalvogel habe den Verkauf der Edelsteine immer wieder hinausgezögert, da ihm die Sache wegen der anhaltenden Fahndung durch Interpol zu heiß geworden sei. Bei einer Gegenüberstellung der Eheleute sagt Laudenbach zu seiner Frau, dass er Schmalvogel ihretwegen umgebracht hätte, daraufhin geht er unvermittelt auf seine Frau los und würgt sie. Fichtl hält Laudenbach zurück. Nachdem er sich beruhigt hat, legt Laudenbach ein umfassendes Geständnis ab. Die beiden Komplizen hatten nach dem Raub das Haus bereits verlassen, als Laudenbach unter einem Vorwand allein ins Haus zurückgekehrt ist. In der Wohnung nahm er dann Schmalvogels Krawatte und strangulierte Schmalvogel. Dann nahm er die Kassette aus dem Rekorder an sich und führte die Explosion herbei, um das Ganze wie einen Selbstmord aussehen zu lassen. Im Auto habe er Täubler von dem Mord erzählt. Auf der Flucht habe Täubler einen Betrunkenen totgefahren, Täubler habe daraufhin Fahrerflucht begangen.

## Produktion
Fahrerflucht war der insgesamt zweite Tatort-Fall um Oberinspektor Hirth. Die Folge Fahrerflucht wurde ein halbes Jahr nach der Erstausstrahlung am 20. Juni 1986 erst- und bislang einmalig vom Bayerischen Rundfunk in Deutschland ausgestrahlt.